# Натальино (Рязанская область)
Натальино — деревня в Клепиковском районе Рязанской области. Входит в состав Бусаевского сельского поселения.

## География
Находится в северной части Рязанской области на расстоянии приблизительно 9 км на юго-восток по прямой от районного центра города Спас-Клепики

## История
На карте 1850 года показана как поселение с 9 дворами. В 1859 году здесь (тогда деревня Рязанского уезда Рязанской губернии) было учтено 8 дворов, в 1897 — 26.

## Население
Численность населения: 68 человек (1859 год), 157 (1897), 44 в 2002 году (русские 89 %), 32 в 2010.